# Nuccio Messina
(Nuccio Messina, Una vita per il teatro - Capitolo terzo)
Nuccio Messina (Torino, 11 dicembre 1929 – 25 febbraio 2015) è stato un giornalista italiano, ed un promotore culturale.
Giornalista ed organizzatore teatrale, nella vita dirigerà tre teatri stabili – Torino, Trieste, Veneto – e promuoverà eventi culturali nell'intero paese.

## Biografia

### L'infanzia
Si appassiona da giovane al Teatro D'Angennes e alle marionette della Famiglia Lupi di via Principe Amedeo 24, tanto che nel 1939 con burattini di sua proprietà e un manifesto autoprodotto, reclamizza e realizza il suo primo spettacolo aperto ad un pubblico pagante. Nel 1945 è arruolato come staffetta nel Comitato di Liberazione Nazionale. L'impegno civile però non offusca il primo amore del giovane che prosegue la realizzazione di allestimenti di burattini.
Negli anni della ricostruzione Messina escogita ogni pretesto per contribuire attivamente alla vita teatrale della sua città, fino al punto di presentare all'assessore all'Istruzione e Belle Arti, Maria Tettamanzi, un progetto per amministrare la sala Gobetti che tuttavia non va in porto.

### Gli esordi
Nella notte tra il 27 e 28 maggio del 1955, il Consiglio Comunale delibera la fondazione del Piccolo Teatro di Torino affidando la direzione artistica a Nico Pepe e proponendo a Messina di collaborare con il neo direttore. Nasce così il terzo teatro stabile italiano, ente tanto sognato e agognato dai grandi attori del passato.
Nei due anni di permanenza al Piccolo torinese l'accoppiata Pepe-Messina si distingue per le singolari iniziative promozionali: al battesimo dell'ente gli organizzatori dispongono che la rappresentazione d'esordio sia offerta gratuitamente ai lavoratori della città; fanno seguito una politica di decentramento capillare, portando gli spettacoli nelle periferie più isolate della metropoli attraverso i cine-teatri parrocchiali e per contrastare la concorrenza televisiva del giovedì sera – antecedente alla rappresentazione e segnalato preventivamente sul fondo dei manifesti – gli spettatori possono gustarsi il quiz di Mike Bongiorno Lascia o raddoppia? seduti comodamente in sala.
Nel 1957 Nico Pepe rassegna le dimissioni dal suo incarico e Messina decide di seguire il suo maestro in nuove esperienze professionali, rifiutando l'opportunità di succedergli come direttore organizzativo a soli 28 anni. La nuova sfida culturale riparte dalla Sicilia, dove Messina con il suo mentore prendono le redini della Compagnia Stabile di Prosa della città di Palermo. Sempre nello stesso anno il giovane torinese riceve l'incarico per due anni di organizzare il primo Festival del Meridione. Nel '59 Messina partecipa ad un incontro che lo porterà a vivere un'intensa esperienza come segretario generale del Teatro Popolare Italiano di Vittorio Gassman.
A 31 anni Messina rientra a Torino con diversi progetti al suo attivo: collabora per un anno con il Teatro Alfieri, attraverso l'E.N.A.L. Contribuisce alla fondazione dell'Enalotto e parallelamente – oltre a mantenere il sodalizio lavorativo con Gassman – promuove altre iniziative culturali. Nel 1961 entra a far parte del comitato organizzativo per le celebrazioni di Italia '61. Durante la pausa estiva pianifica di far circolare nei luoghi turistici delle FIAT 600 dotate di adeguata réclame, con l'intento di mantenere vivo l'interesse per la manifestazione che riprendeva a settembre.
Archiviati i festeggiamenti torinesi, Messina viene chiamato dal sovrintendente dell'Arena di Verona, Bindo Missiroli, per fare attività promozionale della stagione lirica.

### Il Teatro Stabile di Torino
Nel 1964 Nuccio Messina firma il contratto con il Teatro Stabile di Torino declinando la proposta di Paolo Grassi di entrare a far parte dell'entourage del Piccolo Teatro di Milano. Inizialmente ha la delega di creare il circuito regionale teatrale, ma dalla stagione successiva – 1964-1965 – è designato unico direttore organizzativo dell'ente, affiancando Gianfranco De Bosio alla direzione artistica. Allo Stabile torinese rimarrà per dieci anni, decretando ancora oggi la direzione organizzativa più longeva.
Messina si rivela più un missionario culturale che un semplice operatore teatrale, ricercando ogni mezzo per diffondere la prosa nel quotidiano dei cittadini, soprattutto verso quelle persone che abitualmente non praticano i foyer. Consapevole delle funzioni a cui un ente pubblico deve rispondere, la direzione decide di puntare su un'assidua politica di decentramento, allestendo diversi spettacoli nelle periferie dormitorio della città; con l'ausilio di registi, attori ed esperti di settore si promuovono incontri e dibattiti dopo le rappresentazioni, stabilendo un dialogo diretto con il pubblico in sala; s'intensificano gli scambi internazionali organizzando importanti tournée estere e parallelamente, ospitando nelle sale torinesi le compagnie e le opere dei drammaturghi più rilevanti in quel periodo storico – il Living Theatre, il Gruppo La Mama di New York, i Bred and Puppet, Samuel Beckett, Eugène Ionesco e Bertolt Brecht – senza dimenticare il patrimonio regionale, allestendo le migliori opere della tradizione piemontese – 'L Cont Piolet di Carlo Giambattista Tana, Le miserie d'Monssù Travet di Vittorio Bersezio nella toccante interpretazione di Erminio Macario e Ij Pòrdiao con Gipo Farassino – .

#### Le collaborazioni
I progetti sono molteplici, come gli autori e gli artisti che arricchiscono il carnet dello Stabile durante la permanenza di Nuccio Messina. Il pubblico di quegli anni avrà la possibilità di assistere al debutto teatrale di Primo Levi, Natalia Ginzburg e Pier Paolo Pasolini rispettivamente con Se questo è un uomo, Ti ho sposato per allegria e Orgia; all'estrosità delle neo-avanguardie rappresentate da Carlo Quartucci, Carmelo Bene e Luca Ronconi, alle regie di De Bosio, Roger Blin, Franco Enriquez, Pasolini – nella sua unica regia teatrale – , Giorgio De Lullo, Gualtiero Rizzi e Aldo Trionfo, alle scenografie e i costumi di Emanuele Luzzati, Eugenio Guglielminetti, Mario Ceroli e Angelo delle Piane, alle performance di Adriana Asti, Gianni Santuccio, Laura Adani nella memorabile interpretazione di Winnie nei Giorni Felici di Beckett, Valeria Morione, Glauco Mauri, Vittorio Gassman, Milena Vukotic, Paolo Poli, Rossella Falk, Ingrid Thulin, Paola Borboni, Wanda Osiris, Corrado Pani e Tino Buazzelli, solo per citarne alcuni.

#### Il Centro Studi
Messina ebbe l'idea di creare un centro di documentazione permanente, delegato a raccogliere non solo il materiale del Piccolo di Torino ma carteggi, libri, locandine e manifesti di altri teatri nazionale ed internazionale. Ideato già ai tempi della collaborazione con Nico Pepe, nel 1964, il neo direttore riprende il suo vecchio progetto, portandolo a termine nei primi mesi del 1973. Il Centro viene inaugurato ufficialmente il 4 febbraio 1974 e solo un mese dopo dalla sua apertura al pubblico, Messina rassegna le dimissioni per contrasti con la politica del tempo.

### Il Teatro Stabile del Friuli-Venezia Giulia
Troncato il rapporto con lo Stabile di Torino, per Messina si apre una breve parentesi con la direzione di Tele Torino International, una delle prime emittenti private del territorio nazionale e proprio in uno dei convegni che dibattevano sul futuro delle reti commerciali, incontra Guido Botteri, presidente del Teatro Stabile del Friuli-Venezia Giulia che gli propone la direzione del teatro triestino. Vagliata proposta, Messina inizia a collaborare con l'ente dalla stagione 1975-1976 per concludere il 24 settembre del 1981.
Stimolato dalla storia del territorio e dalla posizione geografica dell'ente, fin dagli inizi il nuovo direttore decide di dedicare parte del cartellone alla drammaturgia mitteleuropea, con particolare attenzione alla questione dei diritti civili ed umani soppressi dal regime sovietico nei territori occupati dell'est. Il primo autore che introduce al problema è il cecoslovacco Václav Havel con L'opera dello straccione, segue l'anno successivo Roulette del connazionale Pavel Kohout, anch'esso avverso al regime comunista e per questo motivo carcerato come Havel. Sempre nel 1977 per la regia di Franco Enriquez viene messo in scena Storie del bosco viennese dell'austriaco Ödön von Horvát. L'allestimento, oltre che raccogliere larghi consensi nel territorio nazionale, ottiene un successo clamoroso nella patria dell'autore, con gran soddisfazione per l'organizzazione e gli artisti.
Tournée all'estero, rappresentazioni dall'esplicito impegno civile ma anche un attento recupero della tradizione, sono gli elementi che caratterizzano la politica culturale di Messina. Quando il direttore scopre che i Piccoli di Podrecca rischiano un infausto destino, fa intervenire tempestivamente la Regione che, nel 1979, approva il finanziamento così che lo Stabile di Trieste possa acquisire le marionette riportandole alla ribalta. 
Messina lascia però la sua posizione il 24 settembre 1981 e viene accusato dal successivo Presidente dell'Ente triestino, Hansi Cominotti di irregolarità nel bilancio.

### Un teatro per il Veneto: Venetoteatro
Messina crea Venetoteatro, ente che prende vita ad Asolo, il 1º luglio 1980 con il sostegno politico del Presidente della Provincia di Treviso, Carlo Bernini. La stagione debutta il 31 ottobre 1981, con L'impostore di Carlo Goldoni. L'allestimento, curato da Giancarlo Cobelli, registra 130 repliche lungo la penisola e in aprile approda a Mosca e Leningrado.
L'anno successivo Venetoteatro produce I pettegolezzi delle donne di Goldoni e Venezia salvata di Thomas Otway. Per il dramma inglese Nuccio Messina scrittura Gianfranco De Bosio, Emanuele Luzzati e Corrado Pani, ricostituendo lo storico gruppo di artisti che collaborò a lungo durante la sua direzione a Torino.
Come da prassi dopo due anni di bilanci in attivo, Venetoteatro entra di diritto nella lista ufficiale dei dodici Teatri Stabili italiani con il Teatro Biondo di Palermo. Il riconoscimento ministeriale rinforza l'attività dell'Ente sia in territorio nazionale che oltre confine, esportando con larghi consensi le opere di Goldoni negli Stati Uniti, Cina e Francia.
Al dodicesimo anno di attività, l'Ente e la direzione sono coinvolti nella bufera di Mani Pulite e Venetoteatro chiude, sostituito dal Teatro Stabile del Veneto, una transizione che causa la perdita dei finanziamenti statali stimati in ottocento milioni di lire. 
Nella vicenda Venetoteatro, Messina ha dovuto rispondere alle accuse affrontando vicende processuali concluse nel 1996 a favore dell'organizzatore torinese.

### Gli anni Novanta e il nuovo Secolo
Nel 1990: è nominato Presidente Nazionale dell'UNAT-AGIS sezione Teatri Stabili Pubblici, incarico che deciderà di lasciare a seguito dell'inchiesta Mani Pulite. Tre anni dopo entra a far parte del Comitato Celebrativo per l'anniversario della morte di Carlo Goldoni e per la Compagnia Goldoniana ha l'incarico di direttore artistico.
Nello stesso anno a Torino fonda la rivista di teatro e spettacolo Primafila.
Nel 1994: gli viene affidata la presidenza dell'Associazione Culturale Il Convivio per cui organizza la rassegna D'Annunzio e la Toscana con la collaborazione di Roberto Tessari e Mario Luzi. 
Nel 1998 il Presidente dell'INDA, Umberto Albini, nomina Messina direttore del Teatro greco di Siracusa. Prese le redini e approvato il bilancio consultivo, l'organizzatore si accorge che l'amministrazione precedente aveva speso due miliardi di lire in più con un cartellone simile a quello in allestimento. Fatta chiarezza, il direttore si vede costretto ad allontanare la causa di tale sperpero, sollevando dagli incarichi il personale e le cooperative in esubero imposte dalla mafia. Questa decisione comporterà non pochi problemi alla manifestazione e soprattutto all'incolumità del suo direttore che a causa delle continue minacce perpetrate dalla malavita del luogo, sarà costretto ad essere scortato dalle forze di Polizia.
Risanato il bilancio dell'Ente e avviata la stagione per cui era stato chiamato, Messina decide di dimettersi e lasciare Siracusa.
Nello stesso anno viene nominato vicepresidente delle Celebrazioni Alfieriane 1999-2003, affiancando il Presidente Rinaldo Bertolino, allora Rettore dell'Università di Torino.
2000: gli viene affidata la cattedra di Organizzazione ed economia dello spettacolo teatrale presso la Facoltà di Scienze della Formazione di Torino, corso di laurea in Dams.
2005: a San Marino dà vita al premio Maschere d'Oro e sempre nello stesso anno, è nominato direttore artistico del Teatro Sociale di Alba. L'anno successivo per le Celebrazioni dell'assedio di Torino è nominato Presidente dell'Associazione Torino 1706-2006.
2006: a Volterra insieme a Simone Migliorini, Alma Daddario, Ernesto G.Laura e altri da vita ai Premi Ombra della Sera che si consegnano nell'ambito del Festival Internazionale del Teatro Romano di Volterra

## L'attività promozionale
Sensibilissimo alle politiche promozionali a sostegno di tutte le sue attività organizzative, Messina, oltre ad avvalersi del classico manifesto e locandina, escogita insoliti mezzi promozionali così da poter raggiungere un maggior numero di possibili spettatori. Durante la sua decennale dirigenza al Teatro Stabile di Torino riesce perfino a far stampare il programma della stagione di prosa sui sacchetti che contengono i panini da distribuire negli istituti superiori della città e con la dirigenza Fiat concorda degli spazi gratuiti da poter apporre i cartelloni per reclamizzare a Mirafiori l'assidua attività culturale dell'ente torinese. Una pubblicità efficace che subito porta i suoi frutti, decretando una crescita esponenziale di abbonati ad ogni stagione. A questo punto Messina comprende che oltre l'aspetto reclamistico bisogna migliorare la distribuzione dei biglietti, creando così nuovi canali di vendita. In un'era in cui non era ancora possibile assicurarsi un posto in platea attraverso internet o il telefono, i biglietti vengono messi in vendita anche dai giornalai, così da agevolare coloro che vivevano alla periferia della città e non sempre potevano recarsi al botteghino del teatro posto nel centro urbano.

## Pubblicazioni, scritti e attività editoriali
- I Quaderni del teatro Stabile di Torino – 40 volumi –
- I Quaderni di Venetoteatro
- La vacanza in villa dell'avvocato veneto Carlo Goldoni a cura di Nuccio Messina e Gastone Geron; G Edizioni, Roma 1992
- Carlo Goldoni, vita, opere, attualità testi di Giovani Calendoli, Siro Ferrone, Gastone Geron, Ugo Ronfani; Viviani Editore, Roma 1993
- Copioni di teatro, collana teatrale – 30 volumi –
- Torino 1706: l'alba di un regno. Una mostra evento per ricordare a cura di Roberto Sandri Giachino, Giancarlo Melano, Gustavo Mola di Nomaglio; con scritti di Guido Amoretti, Paolo Bevilacqua, Jeremy Black, Mara de Candido, Giovanni Cerino Badone, Sergio Chiamparino, Arabella Cifani, Fabrizio Corrado, Dario Dal Monte, Giorgio Dondi, Nicola Ghietti, Roberto Gobetti, Alberico Lo Faso di Serradifalco, Raimondo Luraghi, Francesco Malaguzzi, Giancarlo Melano, Piergiuseppe Menietti, Nuccio Messina, Aldo Mola, Gustavo Mola di Nomaglio, Maria Luisa Moncassoli Tibone, Franco Monetti, Roberto Nasi, Gianni Oliva, Patrizia Petitti, Pier Massimo Prosio, Enrico Ricchiardi, Rosanna Roccia, Roberto Sandri Giachino, Roberto Sconfienza, Bruno Signorelli, Roberto Simoncini, Camillo Vaj, Fabrizio Zannoni; Editrice Il Punto, Torino 2006
- Primafila, rivista di teatro e spettacolo – 1993/2005
- Inscena, collana di cultura teatrale e cinematografica; Gangemi Editore, Roma